# Son Sunyer
Son Sunyer és una possessió situada al terme municipal de Palma, Mallorca, al barri d'Es Pil·larí, al districte de Llevant. Actualment es troba totalment establerta. En les seves terres s'hi poden trobar els nuclis urbans d'Es Pil·larí, Les Meravelles i part de S'Arenal.
El 1632 pertanyia al senyor Joan Sunyer Joan, de la família del qual prengué el nom. Era un gran latifundi estructurat al voltant de la possessió major, Son Sunyer en sentit estricte, i d'altres propietats com el rafal de Son Cànaves i el de s'Estany d'en Basset. Era dedicada a la vinya, conreu de cereals i lleguminoses i extenses pastures, essent un dels centres ramaders més importants de Mallorca. Les ovelles pujaven a la muntanya de Bini (Escorca) per passar l'estiu. En els horts hi havia morers de fulla, per alimentar els cucs de seda que eren criats a les cases. També tenia rotes. El 1863 pertanyia al marquès de Campofranco i tenia una extensió de 1100 quarterades essent la més extensa del terme municipal. A principis del segle XX s'anà establint.

## Construccions
Té grans cases amb clastra, capella amb un retaule dels Reis d'Orient, celler, molí de sang i d'altres dependències típiques.

## Restes arqueològiques
Prop de les cases hi ha importants restes arqueològiques consistents en una necròpoli de l'Edat del Bronze (Necròpoli de Son Sunyer) amb un nombre conservat de vuit o més coves artificials d'enterrament col·lectiu excavades a la roca. Aquestes coves foren excavades per l'arqueòleg Guillem Rosselló Bordoy els anys 60 del segle XX però es tenen notícies que se n'havien perdudes d'altres abans d'aquestes recerques científiques.